# Amphipholis misera
Amphipholis misera is een slangster uit de familie Amphiuridae.
De wetenschappelijke naam van de soort werd in 1899 gepubliceerd door René Koehler.